# باشگاه فوتبال کاوالیر
باشگاه فوتبال کاوالیر یک باشگاه فوتبال جامائیکایی است که در منطقه مانتین ویو در کینگستون واقع شده است که در حال حاضر در لیگ برتر جامائیکا بازی می‌کند.

## افتخارات
- لیگ برتر جامائیکا: ۳ قهرمانی
- جام کارائیب کونکاکاف: ۱ قهرمانی